# Kimspel
Het Kimspel (Engels: Kim's Game) is een training in geheugen en observatie.
Een aantal voorwerpen worden op tafel gelegd. De speler mag er enige tijd - bijvoorbeeld een minuut - naar kijken en moet daarna uit het hoofd zeggen welke voorwerpen het waren.
Het spel wordt beschreven in de roman Kim van Rudyard Kipling en in Verkennen voor jongens van Robert Baden-Powell. Het is populair bij de scouting.